# Cambio 16

Logo der Cambio 16

Cambio 16 ist eine spanische Wochenzeitschrift über allgemeine Themen.
Sie war von der Diktatur Francisco Francos bis zur Konsolidierung der Demokratie ein wichtiges Medium während der spanischen Transition. Nach dem Vorbild der amerikanischen Time und des deutschen Spiegel gestaltet, erschien sie erstmals am 22. September 1971. Cambio 16 beinhaltete jede Art von Information, vornehmlich aber solche über politische Themen, und zeichnete sich durch einen deutlich liberaldemokratischen Standpunkt aus.
Mehrere Ausgaben der Zeitschrift wurden von den vordemokratischen Autoritäten beschlagnahmt, die noch bis zum Inkrafttreten der spanischen Verfassung 1978 Einfluss in der Regierung hatten. Cambio 16 war, technisch und journalistisch gesehen, auf der Höhe der Vorgänge und Notwendigkeiten der Presselandschaft im postfranquistischen Spanien. Der Erfolg von Cambio 16 führte zur Gründung von Schwestermedien wie Diario 16, einer Tageszeitung mit einer nationalen Hauptausgabe und verschiedenen Regionalausgaben, Radio 16, Motor 16 etc. Sie alle werden von der Grupo 16 betrieben.